# Лазаренко, Алексей Михайлович
Алексей Михайлович Лазаренко (укр. Олексій Михайлович Лазаренко, родился 3 января 1976 в Харькове) — украинский хоккеист, правый нападающий, тренер. Выступал за сборную Украины. Мастер спорта международного класса Украины.

## Карьера

### Клубная
На клубном уровне большую часть карьеры Лазаренко провёл в чемпионате России, выступая за такие именитые клубы, как московские команды ЦСКА, «Спартак» и «Крылья Советов», а также за хабаровский «Амур». Двукратный серебряный призёр чемпионата России в высшей лиге[уточнить]. За границей на драфте НХЛ 1994 года он был выбран под 182-м номером командой «Нью-Йорк Рейнджерс», выступал в канадских «Чикутими Сагененс» и «Валь-д’Ор Форёрс», а также в американской команде «Нью Хавен Найтс».
В последние 15 лет игровой карьеры, до 41-летнего возраста выступал на Украине. Завершил карьеру в родном городе в клубе «Витязь». С 2017 года работал в тренерском штабе «Витязя».

### В сборной
Победитель «турнира четырёх» в составе молодежной сборной СССР.
В сборной Украины Лазаренко сыграл 16 матчей, очков не набирал. Участвовал в двух чемпионатах мира высшего дивизиона: 2000 и 2001 годов; также играл в группе B чемпионата мира 1998 года.

## После карьеры игрока
В марте 2022 года во время боевых действий на Украине Лазаренко спрятал от российских ракет и снарядов в своём харьковском доме 12 российских и белорусских игроков команды «Витязь», а позже помог им выбраться в Белгородскую область.
В данное время воин ВСУ, защищает Родину от российских оккупантов.